# Wilhelm Walther (konstnär)

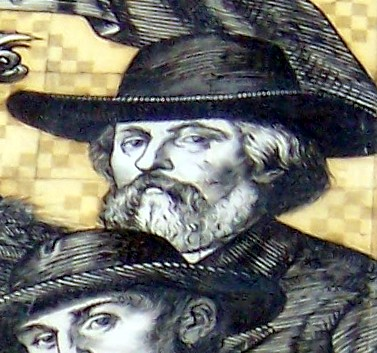
Wilhelm Walther.

Adolf Wilhelm Walther, född den 18 oktober 1826 i Cämmerswalde, Erzgebirge, död den 7 maj 1913 i Dresden, var en tysk målare.
Walther blev 1842 i Dresdens konstakademi elev under Julius Hübner och målade Kristus uppenbarar sig efter uppståndelsen för Magdalena, Flykten till Egypten samt historisk-romantiska och sagobilder. Sedan han medverkat vid utförandet av Sempers sgraffitoarbeten vid Polyteknikum i Zürich, fick han 1876 i uppdrag att utföra en stor sgraffitofris på slottskomplexen i Dresden, där han i stilfull komposition framställde ett ryttartåg av sachsiska furstar.